# Meredith Corporation
Meredith Corporation er et amerikansk mediekonglomerat grundlagt i 1902 og baseret i Des Moines i Iowa i USA. Virksomheden har to divisioner: National Media og Local Media. Virksomheden er børsnoteret og udgiver en lang række magasiner og driver adskillige tv-stationer i USA.
Pr. 2016 beskæftiger virksomheden 3.600 ansatte.
I november 2017 har Meredith Corporation budt $2,8 milliarder for konkurrenten Time Inc., bl.a. med økonomisk støtte fra brødrene Charles G. og David H. Koch.

## Historie
Edwin Thomas Meredith grundlagde selskabet i 1902, da han udgav magasinet Successful Farming. I 1922 udgav virksomheden også Fruit, Garden and Home, senere kaldet Better Homes and Gardens..
Selskabet blev børsnoteret i 1946 og blev noteret på New York Stock Exchange i 1965. Selskabet har siden 1960'erne opkøbt en lang række tv-stationer i USA.
I februar 2013 drøftede Meredith og Time Warner mulighederne for at lade Meredith købe af Time Inc. af Time Warner. Mulighederne blev dog præget af, at der i stedet af et andet amerikansk mediekongmolerat, Media General blev lagt et bud på Meredith Corporation. Handlen var planlagt til at blive gennemført i juni 2016, men den 27. januar 2016 blev af et andet mediehus, Nexstar Media Group lagt et fjendtligt overtagelsestilbud på Media General, hvorefter handlen med Meredith faldt til jorden. Efter den fejlslagne sammenlægning mellem Media General og Meredith, genoptog Meredith i february 2017 overvejelserne om et køb af Time Inc.
Nine months later, Meredith finalized a deal to acquire Time Inc., set to close early in 2018.
og i november 2017 blev det offentliggjort, at Meredith overtog Time Inc.

## Externe henvisninger
- Officielt website
- Notering på NYSE

| Firma | Spire Denne artikel om et firma eller en virksomhed i USA er en spire som bør udbygges. Du er velkommen til at hjælpe Wikipedia ved at udvide den. |